# Truncatella thaanumi
Truncatella thaanumi is een slakkensoort uit de familie van de Truncatellidae. De wetenschappelijke naam van de soort is voor het eerst geldig gepubliceerd in 1948 door Clench & Turner.